# Вулиця Фонвізіна (Київ, Микільська слобідка)
Вулиця Фонві́зіна — зникла вулиця, що існувала в Дніпровському районі (на той час — Дарницькому районі) міста Києва, місцевість Микільська Слобідка. Пролягала від вулиці Марини Раскової до Лівобережної вулиці.
Прилучалися вулиці Червоногарматна та Ярмаркова.

## Історія
Вулиця виникла в першій третині XX століття під назвою 2-га вулиця Лисенка, на честь українського композитора Миколи Лисенка. У 1955 році набула назву Фонвізіна (на честь російського письменника XVIII століття Дениса Фонвізіна).
Ліквідована 1977 року в зв'язку зі знесенням забудови Микільської Слобідки та переплануванням місцевості. 